# Везерщадион
Везерщадион (на немски: Weserstadion) е стадиона, на който Вердер Бремен играе домакинските симачове. Разположен е в Бремен, Германия.
Стадионът е разположен на десния бряг на река Везер и около него има многобройни зелени площи. Центърът на града е отдалечен само на километър оттам.
През 2006 кандидатства за домакинство на мачове от Световно първенство по футбол, но кандидатурата е отхвърлена.